# 바구옹

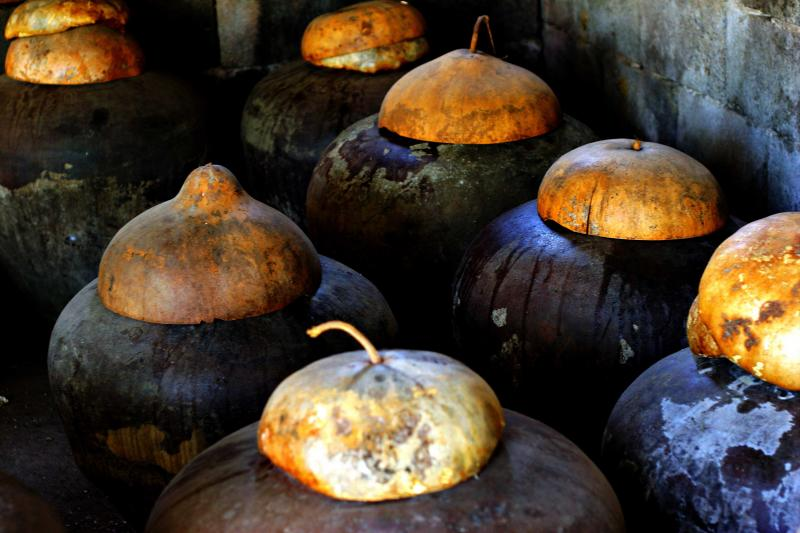
발효 중인 바구옹이 담긴 타야판

바구옹(타갈로그어·팡가시난어: bagoong, 일로코어: bugguong)은 필리핀의 발효 장이다. 새우나 생선 등 해산물을 젓갈과 비슷한 방식으로 타야판이라 부르는 전통 토기(또는 석기)에서 염장 발효해 만든다. 메주 발효 시 된장과 간장이 함께 만들어지듯이, 바구옹 발효 시 액체 어장인 파티스(타갈로그어: patis)가 부산물로서 함께 만들어진다.
바구옹은 카레카레 등 음식에 곁들이거나 망고 등 과일을 찍어 먹는다.

## 종류

### 생선
생선으로 만든 어장은 바구옹 이스다(타갈로그어: bagoong isda)라 부른다. 타갈로그어 "이스다"는 "생선"을 뜻한다. 독가시치과, 망둑어과, 멸치과, 살벤자리과, 선홍치과, 전갱이과, 주둥치과, 청어과, 페르카과 등에 속하는 작은 생선을 염장 발효해 만든다.

### 새우
새우로 만든 새우장은 바구옹 알라망(타갈로그어: bagoong alamang)이라 부른다. 타갈로그어 "알라망"은 "새우"를 뜻한다. 생이하목(생이새우)이나 수상새아목(참새우)의 새우 또는 난바다곤쟁이목의 크릴을 염장 발효해 만든다.

### 굴
굴로는 바구옹 탈라바(타갈로그어: bagoong talaba)를 만들며, 타갈로그어 "탈라바"는 "굴"을 뜻한다. 바구옹 시시(타갈로그어: bagoong sisi)라고도 부르며, 팜팡가주 마카베베에서 생산되는 것은 바구옹 마카베베(타갈로그어: bagoong Macabebe)라 부르기도 한다.

## 같이 보기
- 젓갈